# Alfred Enneper
Alfred Enneper (Barmen, 14 de junho de 1830 — Hannover, 24 de março de 1885) foi um matemático alemão. Seu campo principal de atuação foi a geometria diferencial.
Enneper obteve um doutorado em 1856 na Universidade de Göttingen, onde foi antes aluno de Carl Friedrich Gauss. Em 1859 obteve a habilitação em Göttingen, onde tornou-se em 1870 professor extraordinário.